# Глизе 320
Глизе 320 — звезда в созвездии Парусов. Находится на расстоянии 36,3 световых года от Солнца.
Имея видимую звёздную величину 6,56, его слабая яркость делает его невидимым невооружённым глазом.
Глизе 320 — оранжевый карлик спектрального класса K2.5V или K1V. Как и Солнце, его энергия исходит от синтеза водорода в гелий, но он холоднее и тусклее, чем Солнце. Температура его поверхности составляет 5000 ± 55 кельвинов, а его светимость эквивалентна 35% солнечной светимости. Измерение его углового радиуса (0,314 угловых миллисекунд) позволило получить точное значение его радиуса, составляющего 75,3% солнечного радиуса. Он имеет массу примерно 2/3 массы Солнца.
Металличность Глизе 320 практически такая же, как у Солнца, а содержание железа, магния, кремния и титана очень похоже на солнечное. Соотношение между содержаниями кислорода и водорода составляет 56% от наблюдаемого на Солнце.
Ближайшая известная звезда к Глизе 320 — HR 3384, с аналогичными характеристиками, удалённая на 6,1 светового года.